# Tiempos difíciles
Tiempos difíciles es la décima novela escrita por Charles Dickens. Se publicó por primera vez en 1854 y transcurre en Inglaterra durante la primera industrialización. El libro examina la sociedad inglesa y satiriza las condiciones sociales y económicas de la época. Su título original en inglés es Hard Times - For These Times. Se publicó inicialmente de forma semanal en la revista Household Words, dirigida por el propio Dickens, entre el 1 de abril y el 12 de agosto de 1854.

## Argumento
Transcurre en Coketown, una ciudad ficticia del norte de la Inglaterra victoriana. Se considera que la descripción está basada, al menos parcialmente, en la ciudad de Preston. 
Se nos dan perspectivas del momento desde dos puntos de vista muy diferentes: el de la clase proletaria, que cree que el trabajo es su único modelo de vida, («además de resultarles necesario para subsistir»), y el de la clase alta, que controla las fábricas y mantiene en condiciones pésimas a sus obreros. También se nos muestra otro tipo de vida: el de la gente del circo, que se aparta completamente de la que llevan los dos grupos anteriormente nombrados. Dickens nos muestra todo esto con un trasfondo irónico, sin hacer una crítica clara de la sociedad de su época hasta las últimas páginas de la obra.